# Geltrude Comensoli
Geltrude Comensoli, nascuda Caterina (Bienno, 18 de gener de 1847 – Bèrgam, 18 de febrer de 1903), va ser una religiosa italiana, proclamada santa el 2009 pel papa Benet XVI.

## Biografia
Santa Geltrude va néixer a Bienno, a Val Camonica, sota el regne Llombardovènet. Caterina Comensoli va créixer en una família amb deu germans, dels quals només sobrevisqueren tres dones: Bartolomea, Cristina i Caterina.
El seu pare Carlo treballava a les indústries ferroses locals, la seva mare, Anna Maria Milesi, era una modista.
Va rebre la seva primera comunió als sis anys i, el 1867, va ingressar a la Companyia de Santa Àngela Merici.
El 15 de desembre 1882 va decidir fundar, amb Francesco Spinelli, l'Institut de les Germanes Adoratrius del Santíssim Sagrament (d'on provenen les Germanes Sagramentines) i prengué el nom de Sor Gertrudis.
L'1 de novembre de 1894 va obrir una casa de monges a Castelnuovo Bocca d'Adda i el mateix any a Lavagna, a la província de Lodi.
Va morir el 18 de febrer de 1903. L'1 d'octubre de 1989, va ser proclamada beata pel Papa Joan Pau II, i el 26 de febrer del 2009 va ser canonitzada pel papa Benet XVI, proclamant-se solemnement el 26 d'abril de 2009.